# Chonostomum crenulatum
Chonostomum crenulatum is een soort in de taxonomische indeling van de platwormen (Platyhelminthes). De worm is tweeslachtig en kan zowel mannelijke als vrouwelijke geslachtscellen produceren. De soort leeft in zeer vochtige omstandigheden. 
De platworm komt uit het geslacht Chonostomum. Chonostomum crenulatum werd in 1859 beschreven door Schmarda.